# 旧黒澤家住宅 (群馬県)
旧黒澤家住宅（きゅうくろさわけじゅうたく）は、群馬県多野郡上野村にある古民家である。1970年（昭和45年）6月17日、国の重要文化財に指定された。1979年（昭和54年）から上野村所有。

## 概要
黒澤家は桓武平氏の流れをくむと伝え、黒澤左馬助重時は弘治2年（1556年）ごろに北条氏の家臣として下野皆川城主であったという。北条氏滅亡後に現在の地に移住し、江戸時代には上野村から万場町までの地域の大総代（大庄屋に相当）を務めた。
旧黒澤家住宅の建築年代に関する記録はないが、前身建物が約200年前ごろに火災で焼失し、その後建てられたという伝承があり、建築様式からみて19世紀中頃の建築と推定される。

## 構造

### 形式・規模[5]
- 形式　木造二階建、切妻造、板葺石置屋根
- 桁行　11間半（21.803メートル）
- 梁間　8間半（15.940メートル）
- 軒高　5.0メートル
- 棟高　8.7メートル
- 建築面積　348.458平方メートル

### 間取り[6]
旧黒澤家住宅は、1階床上に13室を有し、「トボーグチ」「ムラゲンカン」「式台」という3つの玄関を南面に設けるなど、通常の農家建築とは異なる特徴を有する。
東第2間、軒桁より1間奥まった位置にある潜り戸のついた幅1間の片開きの大戸が「トボーグチ」で、家族や近所の住人が利用する玄関であった。「トボーグチ」を入ると東西3間南北3間の土間「ダイドコロ」となっており、建物規模の割に土間が狭い点も通常の農家と異なる。「ダイドコロ」北西角には径1.15尺（約35センチ）の大黒柱が位置し、直接棟木を支持している。「ダイドコロ」北の床上は、東西3間南北2間の「オカッテ」となっており、中央に囲炉裏を備える。「オカッテ」北は東西2間半南北2間の「ヒロシキ」となる。
東第4・5間に東西2間南北1間半の広さで設けられているのが「ムラゲンカン」で、村役人などが出入りした。「ムラゲンカン」から入ると東西3間半南北4間半（畳31枚分）に及ぶ最大の部屋「チャノマ」があり、東側は「ダイドコロ」と「オカッテ」に接続している。「チャノマ」北寄りに囲炉裏があり、「チャノマ」北側2間は吹き抜けとなっており、北東に2階への階段がある。吹き抜け部西側の鴨居上には高さ2メートルに達する豪華な神棚が設けられている。「チャノマ」南、「ムラゲンカン」西は南北1間半東西1間半の「化粧ベヤ」となっており「チャノマ」から接続する。「チャノマ」北側は東を東西1間半南北2間の「ナンド」（昭和55・56年の修理以前は「ミソベヤ」となっていた）、西を東西2間南北2間の「キャクマ」とする。
「化粧ベヤ」の西が東西2間南北1間の、第三の玄関「式台」で、代官などが駕籠を乗付けるために低い位置に床板が張られている。「式台」北は東西2間南北2間で北側に幅半間の床を備えた「オシラス」と称する部屋である。「オシラス」北は東西2間南北2間半の「女ベヤ」で、東の「チャノマ」と接続する。「女ベヤ」の北が東西2間南北2間で床・平書院を備えた「主人ベヤ」で、「女ベヤ」と「キャクマ」に接続する。
「オシラス」「女ベヤ」の西は幅半間の廊下となっており、「休息の間」「中の間」「中段の間」に接続する。
「休息の間」「中の間」「中段の間」「上段の間」は南北2間東西2間の座敷を南北に4室続き間としもので、最も北の「上段の間」は床・違い棚・平書院を備え、「中段の間」との境の欄間には透かし彫りの彫刻を施す。
4室の西は幅半間の廊下で、北の突き当たりは下屋の便所につながる。また下屋の東側の便所には、「主人ベヤ」と「キャクマ」から北に張り出した廊下を介して連絡する。
「休息の間」「中の間」「中段の間」「上段の間」「主人ベヤ」は竿縁天井となっている。
2階は吹き抜け部と続き間の上方を除き広い板の間となっていて、南側に窓を並べて養蚕のための空間となっている。